# Грязное дельце
«Гря́зное де́льце» — дебютный студийный альбом российского рэп-рок-дуэта «Заточка». Выпущен в 2018 году на лейбле Invisible Management.

## Рецензии
Представитель информационного агентства «InterMedia» Алексей Мажаев пометил альбом, как одно из самых неожиданных открытий года, ссылаясь на виртуозное владение «русским устным», разнообразие тем, выходящих далеко за пределы эстетики Дикого Запада, и остроумное смешение жанров.
Жанр первой песни «Я люблю кантри», «ядрёную смесь рэпа, шансона и... кантри» Алексей назвал перспективным и «жи́лой».
В следующем треке «На стрелу» Алексей оценил описание поездки бандитов на разборку как смешное, пометив что нечто подобное можно встретить у «Кровостока», только «Заточка» обходится без атмосферы леденящего ужаса, предпочитая лихой стёб.
Также Алексей предполагает, что концептуальный альбом, полностью выполненный в стилистике «ядерной смеси рэпа, шансона и... кантри», тоже выглядел бы неплохо, но дуэту явно тесно в рамках жанровых ограничений.
Третью композицию альбома «Батя бьёт маму» Алексей назвал мощно социальной драмой, «нарисованной» меланхолично. В ней он пометил совершенно будничный тон повествования, который по его словам усиливает эффект воздействия на слушателя.
Четвёртую песню «Патриотическая» Алексей не охарактеризовал, лишь только пересказал, что по сюжету лирический герой спокойно готовится победить в ядерной войне.
Следующую, пятую песню  «Новый шериф» он назвал «рэп-мюзиклом».
Тему особенностей раскрутки рэпа в шестой «Песне ноунейма» он назвал «избитой», но описание он отметил как остроумное.
В седьмой песне «Не я виноват» рассказ о себе и о рэпе Алексей оценил как фееричный.
В восьмом треке «Быдло» Алексей уделил внимание скороговорке: «Нет бара, где бы не разбился об башку бокал и где пока не было встречи кулака и кадыка. Ну и цены тут у вас - нашли дурака. Нет бара, рядом с которым не было бы ларька», которую группа придумала в тексте, чтобы отвлечь слушателя от важных социальных проблем.
В девятой песне «Мистер полисмен» Алексей оценил разговор с недружественным полицейским как очень точно стилизованный группой «Заточка».
А в заключительной песне «За берегом тем» он оценил повествование о том, что пора уезжать как лиричное, но «мрачное». Тема, по мнению Алексея, не новая, но «Заточка» 
обыгрывает её несколько парадоксально.

## В чартах
Песня «Новый шериф» заняла 9 место по итогам хит-парада «Чартова дюжина» в 2019 году.

## Участники записи
- Юрий Симонов («Новокаин») — вокал
- Илья Погребняк («Бешенный пёс») — гитара

## Список композиций
| №   | Название          | Длительность |
| --- | ----------------- | ------------ |
| 1.  | «Я люблю кантри»  | 2:41         |
| 2.  | «На стрелу»       | 3:52         |
| 3.  | «Батя бьёт маму»  | 3:26         |
| 4.  | «Патриотическая»  | 2:54         |
| 5.  | «Новый шериф»     | 3:55         |
| 6.  | «Песня ноунейма»  | 3:39         |
| 7.  | «Не я виноват»    | 3:42         |
| 8.  | «Быдло»           | 2:57         |
| 9.  | «Мистер полисмен» | 2:11         |
| 10. | «За берегом тем»  | 3:43         |

## Оформление альбома
Альбом оформил графический дизайнер Павел Гончаренко.